# Поддубное (Новомосковское сельское поселение)
Поддубное — посёлок в Гурьевском городском округе Калининградской области. До 2014 года входил в Новомосковское сельское поселение.

## История
В 1910 году в Голляу проживало 465 человек.
В 1946 году Голляу был переименован в поселок Поддубное.

## Население
| 2002 | 2010 | 2011 |
| ---- | ---- | ---- |
| 146  | ↗166 | →166 |